# Fiat G.91
Il Fiat G.91, poi Aeritalia G-91, era un cacciabombardiere-ricognitore monomotore a getto ed ala a freccia progettato dall'ing. Giuseppe Gabrielli e prodotto dall'azienda aeronautica italiana Fiat Aviazione (divenuta Aeritalia in un secondo tempo) dalla metà degli anni cinquanta. Fu il vincitore del concorso bandito dalla NATO nel 1953 per la produzione di un nuovo aereo leggero da supporto tattico.
Utilizzato principalmente dalla tedesca Luftwaffe e dall'Aeronautica Militare, in Italia è noto anche per essere stato a lungo il velivolo della pattuglia acrobatica nazionale Frecce Tricolori fino alla sua sostituzione con l'Aermacchi MB-339PAN.
La Força Aérea Portuguesa impiegò il G.91 dal 1966 al 1973 nelle operazioni di controguerriglia nella Guinea portoghese e in Mozambico. Restò in produzione per 19 anni. Ne furono costruiti 756 esemplari, inclusi i prototipi e i modelli di pre-produzione.

## Storia del progetto
Progettato in risposta al concorso per una macchina d'attacco e appoggio tattico indetto dalla NATO nel dicembre del 1953, designato "NBMR-1" ("N"ATO "B"asic "M"ilitary "R"equirement № "1"), il Fiat G.91 rispondeva in tutto alle caratteristiche richieste: capace di operare da piste di fortuna e non preparate, era dotato di buona velocità (il primo prototipo superava mach 1 a 9 000 m di quota) e poteva trasportare carichi offensivi di almeno 450 kg.
La realizzazione del primo esemplare avvenne con un certo anticipo rispetto ai principali concorrenti, anche in ragione della scelta operata dalla Fiat di basare il progetto (in scala più ridotta) su quello dell'F-86 Sabre che l'azienda torinese costruiva su licenza. La somiglianza che ne derivò, oltre a suscitare proteste da parte di aziende concorrenti nella gara NATO, valse al G.91 il nomignolo di piccolo Sabre.
Il prototipo venne portato in volo per la prima volta il 9 agosto 1956 all'aeroporto di Torino-Caselle ai comandi del collaudatore Riccardo Bignamini. Malgrado i primi risultati estremamente confortanti, i problemi non mancarono: solo una settimana dopo, nel corso di collaudi a bassa quota, si registrarono problemi di natura aerodinamica (nello specifico insorsero fenomeni noti come flutter) che determinarono il cedimento dell'impennaggio e la conseguente perdita del prototipo.
Nel gennaio 1958 il G.91 venne dichiarato ufficialmente vincitore del concorso, dopo aver superato un nutrito gruppo di avversari (7 in tutto), tra i quali il Breguet Br 1001 Taon, il Dassault Mystère XXVI (divenuto poi Étendard VI), il Folland Gnat e l'Aerfer Sagittario 2.
Gli esemplari di preserie equipaggiarono (a partire dall'agosto dello stesso anno) il 103º Gruppo (allora inquadrato nella 5ª Aerobrigata) che ne testò le caratteristiche nel corso di missioni operative. L'estate successiva questi esemplari vennero sottoposti all'attento esame di una commissione NATO che, anche in questa occasione, ebbe ad emettere un giudizio estremamente positivo.

## Tecnica

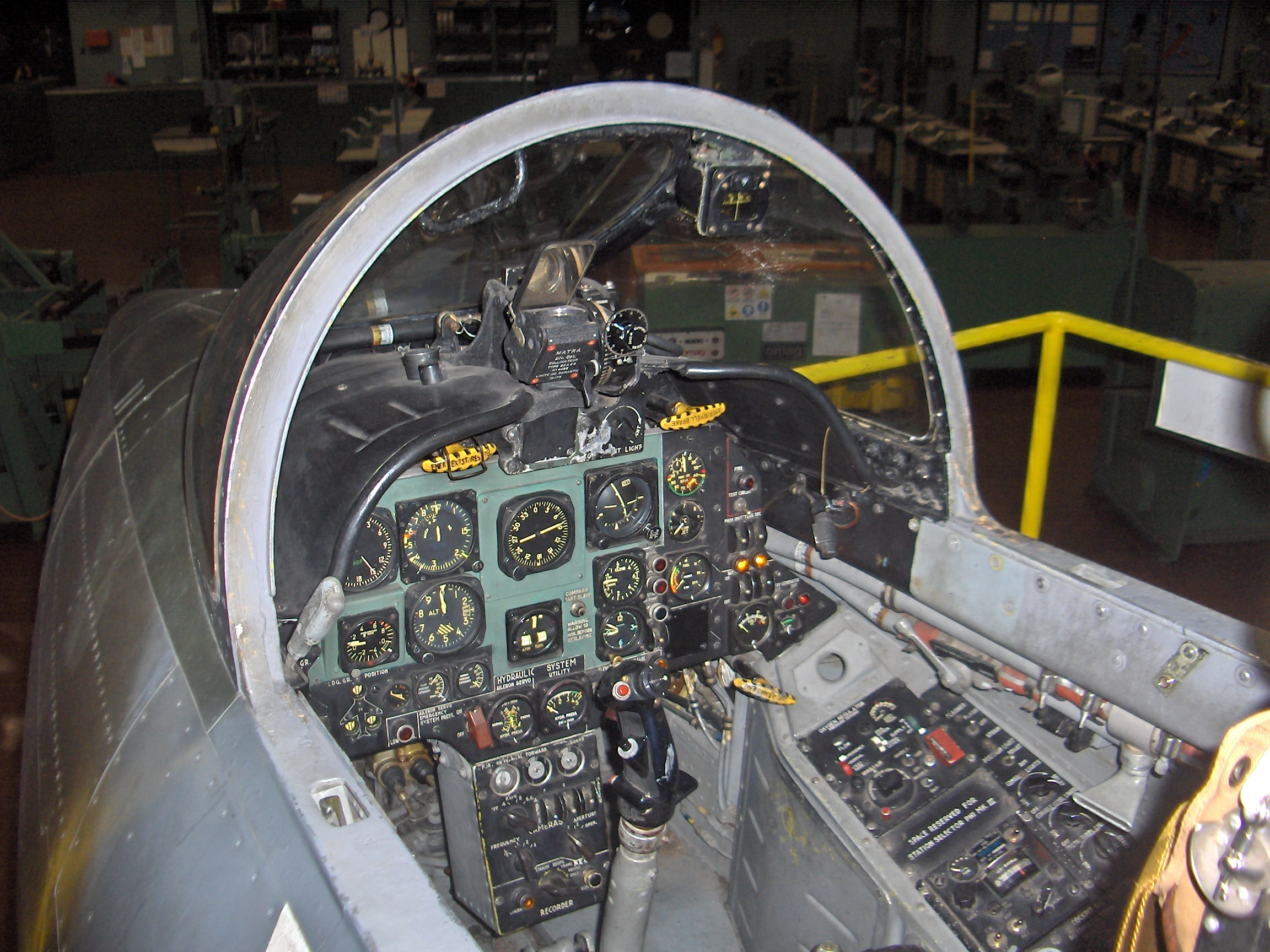
Abitacolo di un G.91 R-1.

Il G.91 è un monoplano ad ala bassa, con configurazione a freccia con un angolo di 37°; la fusoliera, con struttura a semiguscio in lega leggera, alloggia il motore nel tronco posteriore, subito davanti al quale sono disposti i serbatoi del carburante e gli alloggiamenti del carrello d'atterraggio.
Nella sezione di prua è disposto l'abitacolo, sotto al quale è posizionata la presa d'aria dinamica per il motore; la postazione di pilotaggio era equipaggiata con un seggiolino eiettabile Martin Baker Mk.4 che successivamente fu sostituito con il modello Martin Baker Mk.6 del tipo 0 quota e 0 velocità, grazie ad un pacco di razzi disposti inferiormente che lo portavano ad una quota tale da poter far aprire il paracadute e far ritornare a terra il pilota senza danno con velivolo fermo a terra.
Le mitragliatrici (o, secondo le versioni, i cannoni) sono disposte a fianco della presa d'aria, sotto la cabina ed all'estrema prua sono alloggiate le macchine fotografiche e le apparecchiature di controllo delle stesse. I piani di coda oltre agli impennaggi sono composti anche da una pinna ventrale di dimensioni ridotte.
Il carrello è di tipo triciclo anteriore: la gamba anteriore, nel ritrarsi all'indietro, compie una rotazione di 90° e la ruota è alloggiata di piatto sotto la presa d'aria; le gambe posteriori trovano spazio nelle semiali, con le ruote che, ritraendosi verso l'interno, vengono alloggiate in fusoliera.
A seconda delle versioni, alle semiali sono agganciati due o quattro piloni cui è possibile applicare serbatoi di carburante o carichi bellici (in genere bombe non guidate o lanciarazzi).
Durante tutta la propria vita operativa il G.91 venne motorizzato con il turbogetto Bristol Siddeley Orpheus (lo stesso motore che equipaggiava il Folland Gnat).
Il prototipo era equipaggiato con un turboreattore derivato da quello utilizzato per un missile terra-terra. Per questo motivo aveva una durata operativa di sole 300 ore (TBO) al termine delle quali doveva essere sottoposto a revisione generale. Dotato di un eccellente rapporto peso/spinta, aveva un complesso sistema di regolazione del carburante composto di parti variamente dislocate sul motore. Caratteristico il sistema di avviamento che avveniva ad opera di una piccola turbina azionata dai gas prodotti dalla combustione di una carica di cordite.

## Impiego operativo

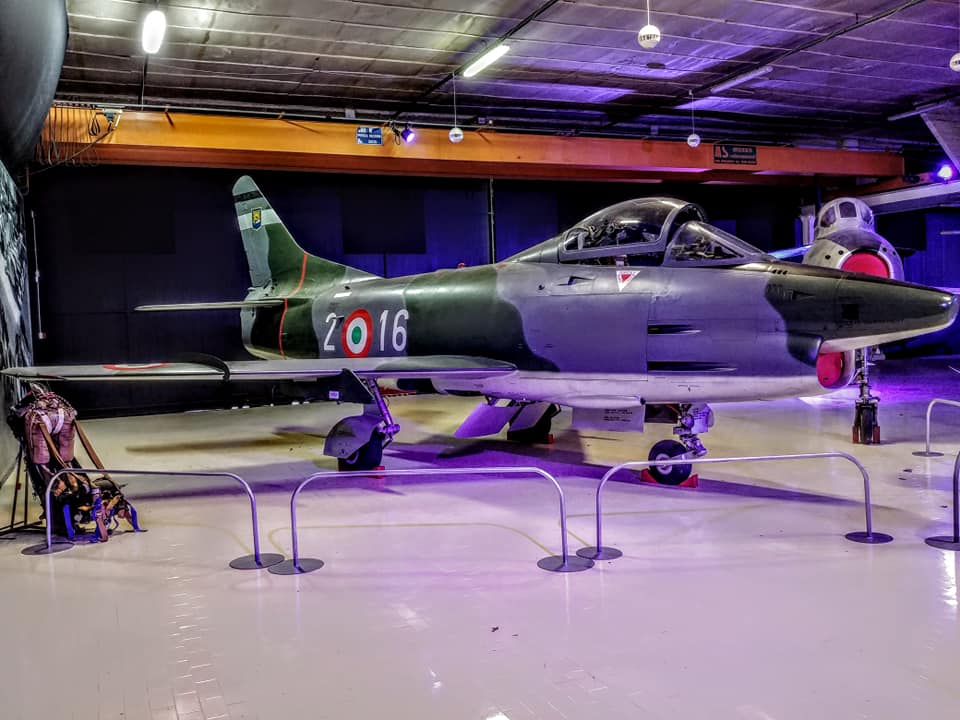
G.91 esposto al Parco e Museo di Volandia.

Dal punto di vista produttivo, pur raggiungendo numeri di tutto rispetto, il "G.91" non vide realizzate le aspettative nutrite dalla Fiat dopo la vittoria in un concorso internazionale. La Luftwaffe, infatti, fu l'unica forza aerea della NATO che fece seguire ordini di produzione alle proprie manifestazioni d'interesse nei confronti del velivolo, in ciò attratta (oltre che dalle innegabili doti della macchina) anche dalla possibilità di partecipare al programma di produzione su licenza, che costituì fattore di attrattiva nei confronti dell'industria aeronautica tedesca che si stava ricostituendo dopo la seconda guerra mondiale e i successivi divieti imposti nel settore delle costruzioni aeronautiche.
La produzione di serie fu così realizzata sia in Italia, presso gli stabilimenti Fiat, che in Germania Ovest dove, negli stabilimenti della Dornier Flugzeugwerke (in parte confluita, a seguito di intricate fusioni societarie, nella Flugzeug Union Süd, con sede a Ottobrunn), furono costruiti 294 esemplari degli oltre 500 che vennero impiegati dalla Luftwaffe.

### Germania

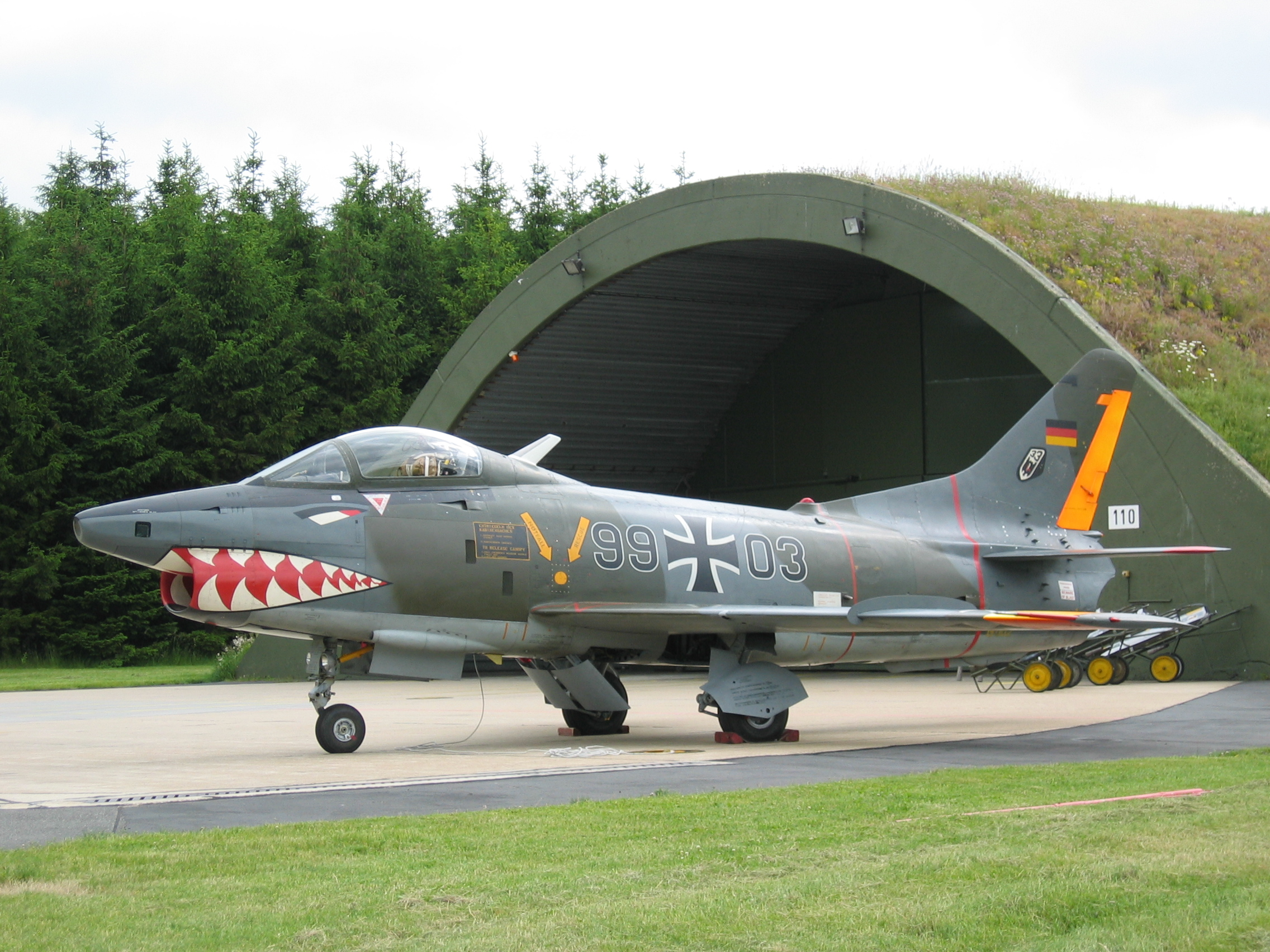
Un G.91R/3 in esposizione presso la base di Büchel.

Il primo reparto tedesco equipaggiato con i G.91, spesso soprannominato "Gina" dai suoi piloti, l'AG (Aufklarungsgeschwader) 53, divenne operativo nel 1960 e venne destinato all'addestramento degli equipaggi presso la base di Erding, dove aveva sede la Waffenschule 50. L'anno successivo venne costituito l'AG 54, di base ad Ahlhorn.
A partire dal maggio del 1962 il G.91 venne destinato ad una serie di operazioni da piste non preparate, prima a Bad Tölz e poi nei territori del Sahara algerino.

### Italia
Il G.91 venne definitivamente assegnato al 103º Gruppo della 5ª Brigata Aerea ed al 14º della 2ª Brigata Aerea fino allo scioglimento della stessa, quindi i due gruppi furono entrambi inquadrati nella 51ª Brigata Aerea fino all'ottobre 1964 quando, con la ricostituzione del 2º Stormo, vennero assegnati a quest'ultimo.
Il 13º Gruppo caccia, inizialmente autonomo sull'aeroporto di Brindisi, venne successivamente inquadrato nel 32º Stormo. Il 13º verrà in seguito riequipaggiato con i bimotori G.91Y fino alla loro sostituzione, nell'anno 1993, in cui lo Stormo ed il gruppo si trasferirono ad Amendola lasciando gli Yankee all'8º Stormo di Cervia e riequipaggiando il 32º Stormo con i G.91T-1 della locale 60ª Brigata Aerea. 

L'altra unità che usò il G.91Y fu il 101º Gruppo inquadrato nello 8º Stormo di Cervia.
L'ultimo volo di un G.91R avvenne il 9 aprile 1992 con una cerimonia presso l'aeroporto di Treviso-Sant'Angelo dove, in ricordo dell'evento, è presente uno dei vari gate guardian presenti sul territorio italiano.

#### PAN

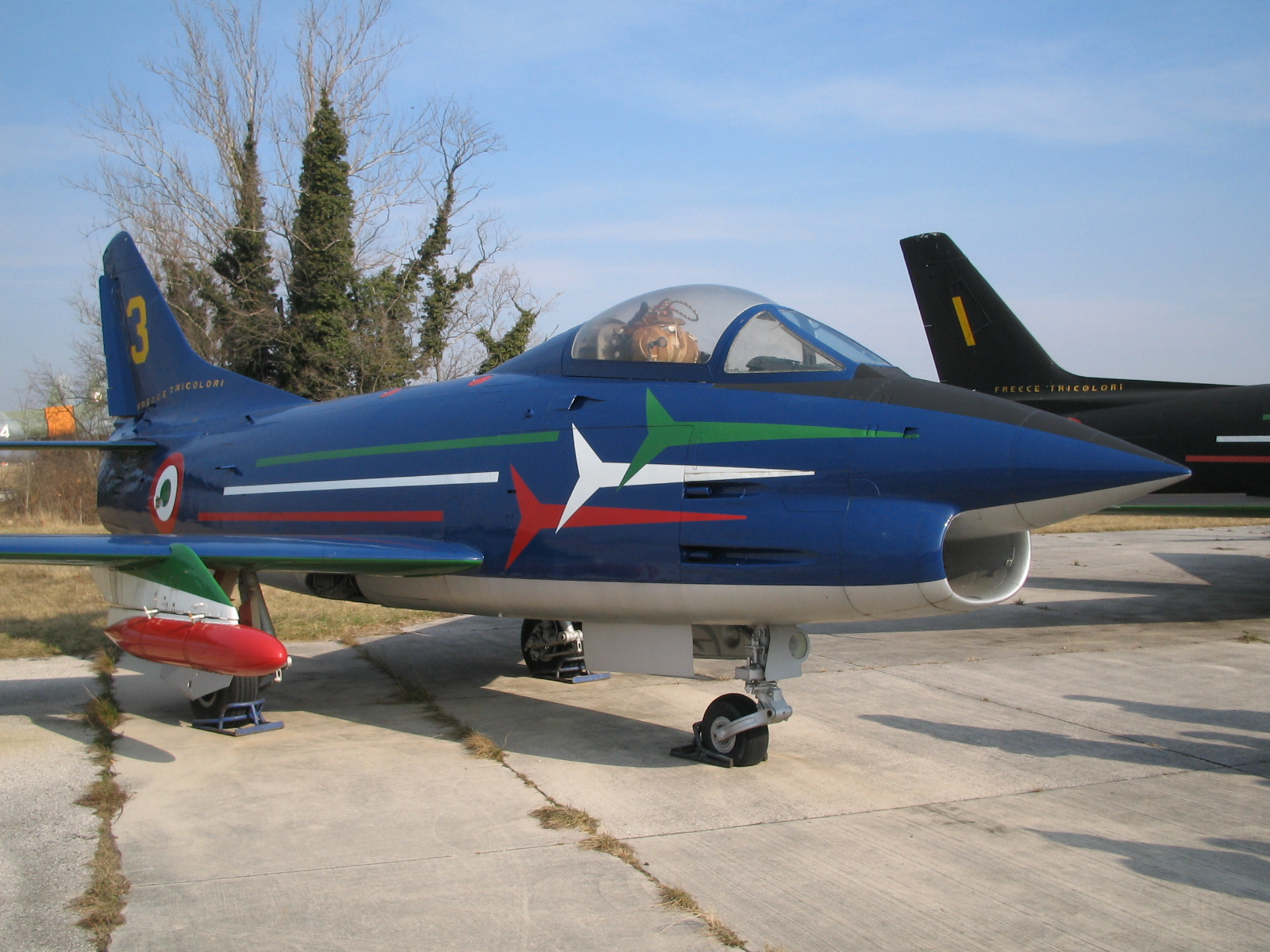
Un G.91PAN delle Frecce Tricolori.

Nell'ambito di un aggiornamento del parco velivoli, nel 1963 la pattuglia acrobatica nazionale Frecce Tricolori venne equipaggiata, in sostituzione dei precedenti F-86E Sabre, con i G.91 di preserie opportunamente modificati, ovvero alleggeriti privandoli della dotazione bellica e dotati di impianto di generatore di fumi. In questa configurazione acquisirono la designazione ufficiale G.91PAN (Pattuglia Acrobatica Nazionale) e dipinti con la caratteristica livrea azzurra, dotata anteriormente di tre frecce bianco-rosso-verdi ai lati della fusoliera, ereditata dai Sabre, rimasero in servizio fino al 1982. Per sopperire alle perdite nel corso degli anni vennero aggiunti un G.91R divenuto G.91R PAN e quattro G.91R-1A divenuti G.91R-1A PAN.

### Portogallo

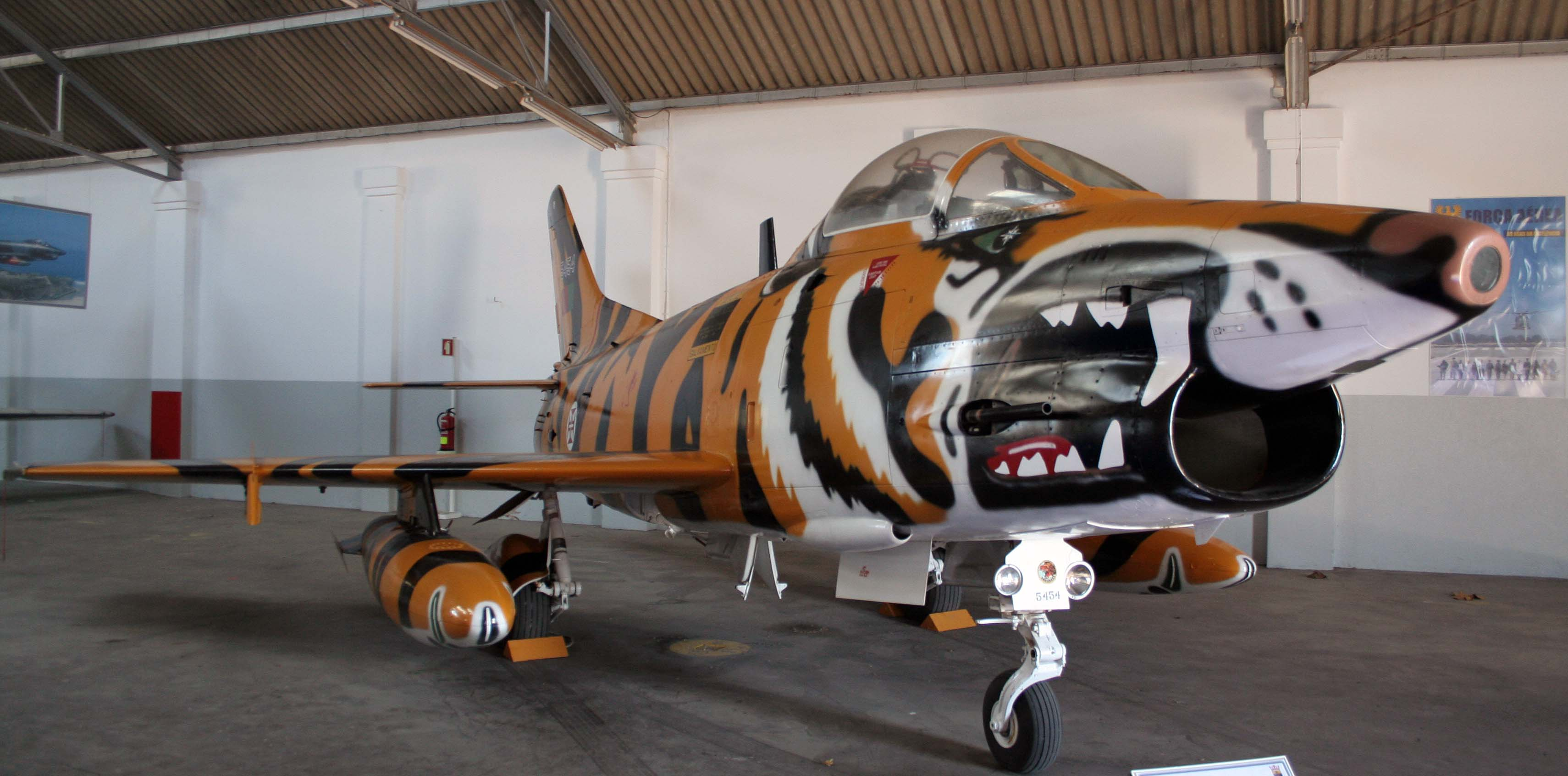
Un G.91R/3 ex Esquadra 301 "Jaguares" della Força Aérea Portuguesa esposto nella commemorativa livrea tigrata utilizzata nei Tiger Meets al Museu do Ar, base aerea di Sintra.

Avendo l'esigenza di adeguare la propria flotta aerea per le esigenze di controllo del territorio nelle colonie africane allora controllate dall'Impero portoghese, il governo avviò dei contatti con l'allora Germania Ovest (o Repubblica Federale Tedesca - RFT) per ottenere un lotto di G.91R/4 ex Luftwaffe, accordo concretizzatosi nel 1966 con una fornitura di 40 esemplari inizialmente proposti a Polemikí Aeroporía e Türk Hava Kuvvetleri, rispettivamente le aeronautiche militari di Grecia e Turchia, ma che le due nazioni rifiutarono. L'operazione fu parte degli accordi che prevedevano, tra l'altro, la concessione della base aerea di Beja (Base Aérea n.11 (BA11), IATA: BIJ, ICAO: LPBJ) come centro di addestramento interforze.
Il lotto di 40 unità comprendeva anche il primo ed unico G.91R/4 utilizzato dalla Polemikì Aeroporìa in prove di valutazione e restituito alla fine delle stesse, esemplare che fu il primo ad entrare in servizio operativo con la Força Aérea Portuguesa (FAP) e identificato con il numero di coda 5401, ai quali seguirono gli altri con una numerazione progressiva fino al 5440.
In seguito, nell'estate 1974, il governo tedesco propose al Portogallo un lotto a prezzo vantaggioso che comprendeva una serie di esemplari nelle varianti "T/3" da addestramento biposto e "R/3", concretizzatosi nella commessa per 96 esemplari consegnati in diverse forniture tra il 1976 e 1982, dei quali solo 33 "R/3" e 11 "T/3" vennero utilizzati operativamente mentre i restanti vennero cannibalizzati per costituire un adeguato parco ricambi, vennero utilizzati come bersagli o come velivoli di prova e per la formazione del personale nei vari reparti FAP. Gli "R/3" vennero identificati con i numeri seriali di coda dal 5441 al 5473 mentre i "T/3" con gli identificativi 1801 a 1811, questo dopo aver inizialmente acquisito per un breve tempo numerazioni della serie 5400.
Grazie a questo incremento degli esemplari disponibili la FAP decise di creare due esquadra (squadroni):
1. Esquadra 301 "Jaguares", di stanza alla Base Aérea n.º 6 (BA6), Montijo, costituita con G.91R/3 e G.91T/3.[N 1][9]
2. Esquadra 303 "Tigres", di stanza alla Base Aérea n.º 4 (BA4), nelle Azzorre, costituita con G.91R/4 e G.91T/3.[N 2][9]

Questi aerei furono gli unici a operare in ambito bellico. Dal gennaio 1969 venne costituita la Esquadra 502 basata alla BA5 di Nacala, Mozambico, con velivoli in seguito distaccati a Pemba, Mueda e Nampula. Fino al 1973 vennero utilizzati durante la Guerra coloniale portoghese, impiegati nelle operazioni di controguerriglia nei territori dell'allora Guinea portoghese, oggi Guinea-Bissau, e del Mozambico. Malgrado le condizioni di impiego (soprattutto climatiche) non fossero quelle previste per il velivolo in sede di progetto, il G.91 si dimostrò una macchina versatile ed efficiente.
Nel 1980 e nel 1985 i G.91R/3 dell'Esquadra 301 "Jaguares" vinsero il trofeo d'argento nel Tiger Meets, manifestazione annuale tenuta da reparti aerei delle aeronautiche militari dei paesi membri NATO che si affrontano in prove di abilità con velivoli in dotazione per l'occasione dipinti con livree tigrate.
L'ultimo volo ufficiale di un G.91 FAP venne compiuto il 15 giugno 1993, dopo oltre 75 000 ore di servizio svolto in 27 anni.

## Versioni

Un G.91R/1B del 2º Stormo

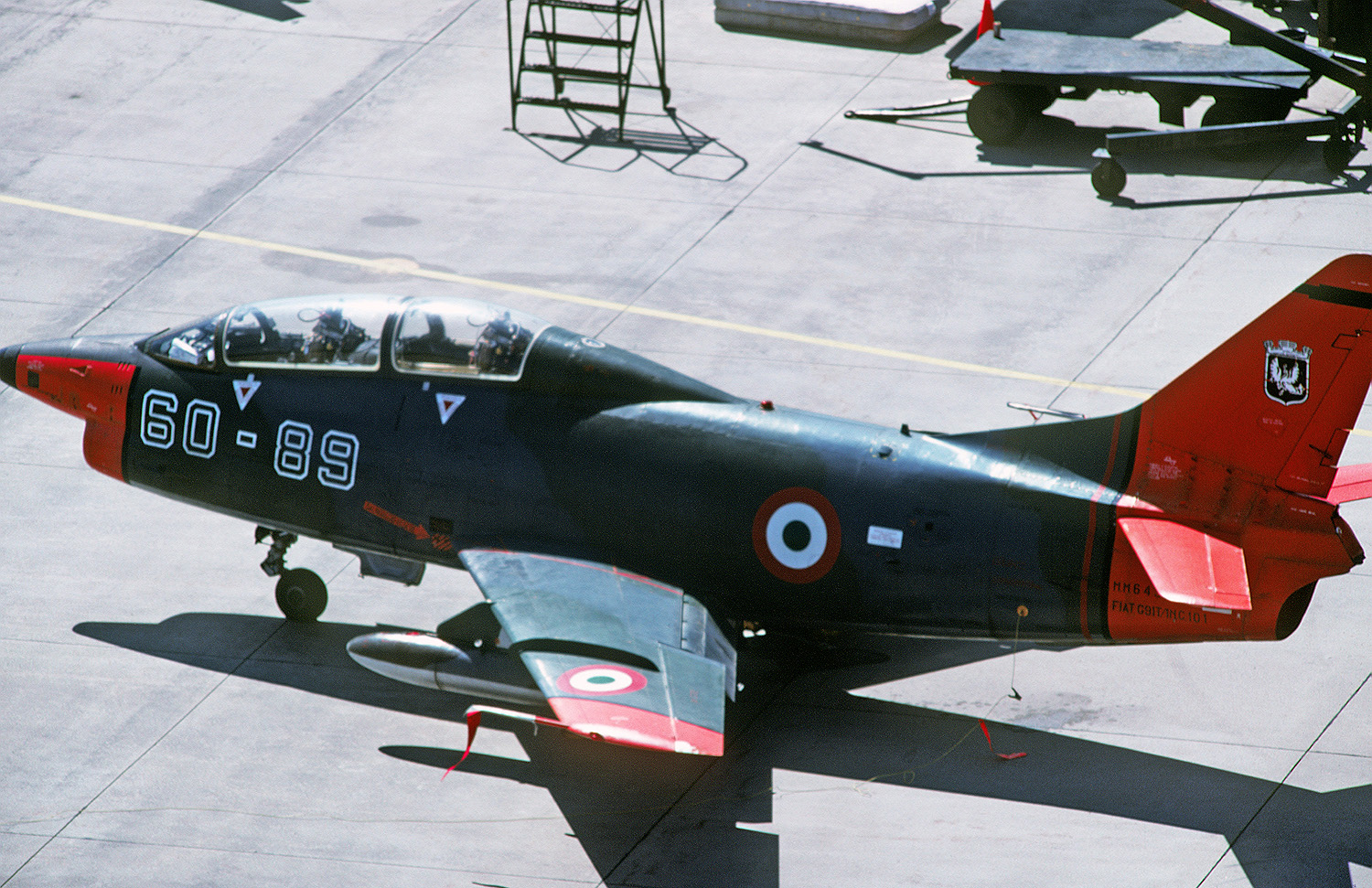
Il G.91T da addestramento biposto nella livrea verde-arancio dell'Aeronautica Militare.

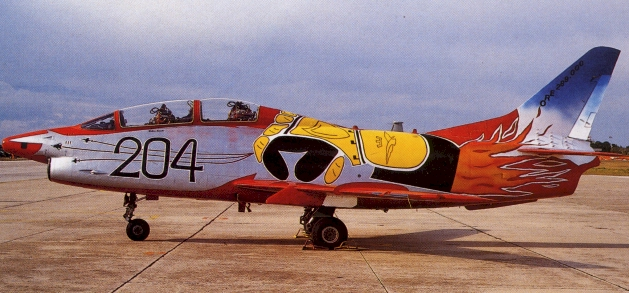
G.91 T con livrea commemorativa del 204º Gruppo, 32° St., sull'aeroporto di Amendola- Foggia

- G.91: designazione che identifica il prototipo e 27 esemplari di pre-serie;
- G.91PAN: designazione attribuita agli esemplari di pre-serie che vennero opportunamente modificati per l'impiego nella Pattuglia Acrobatica Nazionale; in un secondo tempo, per le necessità della Pattuglia, vennero adattati a questo standard macchine della versione R. Questi velivoli rimasero in servizio presso le Frecce Tricolori dal 1964 al 1981, quando furono sostituiti dagli Aermacchi MB-339;
- G.91R: quattro delle macchine di pre-serie vennero modificate nell'estrema prua, per consentire l'installazione degli apparati fotografici;
  - G.91R/1: prima versione di serie; venne prodotta in 23 esemplari, armati con 4 mitragliatrici Browning M3 da 12,7 mm e due piloni subalari per un carico nominale di 900 chili. Destinati all'Aeronautica Militare Italiana;
    - G.91R/1A: lotto di 25 velivoli destinato, anche in questo caso all'A.M.; dotati della strumentazione prevista sulla versione R/3;
    - G.91R/1B: nuovo lotto destinato all'A.M.; dotati di strumentazione ulteriormente aggiornata ed aerofreni migliorati;

  - G.91R/2: designazione prevista per una versione destinata alla Francia che non venne realizzata;
  - G.91R/3: era il modello richiesto dalla Germania, che adottava 2 cannoni DEFA M552 da 30 mm e quattro punti d'aggancio, che consentivano l'incremento del carico bellico trasportabile senza incidere drasticamente sul raggio d'azione. Anche l'avionica era stata migliorata. Dalla Fiat venne prodotta in 50 esemplari, altri 294 furono prodotti su licenza in Germania;
  - G.91R/4: era una versione ibrida, che aveva l'armamento dell'R-1 e i piloni dell'R-3. Vennero costruiti 50 velivoli che avrebbero dovuto essere impiegati da Grecia e Turchia; non essendosi concretizzata la fornitura, gli aerei vennero ritirati dalla Germania che ne girò 40 al Portogallo;
  - G.91R/5: versione proposta alla Norvegia; era previsto l'incremento dell'autonomia a 1 500 km. Non venne realizzata;
  - G.91R/6: altra versione rimasta allo stadio progettuale. Avrebbe dovuto avere carrello rinforzato ed essere dotata di sistema di navigazione Doppler;
- G.91S: prototipo destinato alla Svizzera; prevedeva ala con freccia di 38°, 2 Sidewinder e motore Orpheus B.Or.12 da 3 200 kg di spinta;
- G.91T: designazione attribuita ai primi due velivoli di pre-serie della versione biposto. Le modifiche, in ragione dell'installazione dell'abitacolo in grado di ospitare il pilota e l'istruttore, prevedevano l'allungamento della fusoliera (di 1,40 m) e lo stabilizzatore verticale più alto[12];
  - G.91T/1: biposto d'addestramento, nella configurazione per l'Aeronautica Militare. 101 esemplari prodotti;
  - G.91T/2: versione biposto destinata alla Francia. Anche in questo caso non si concretizzò produzione di serie;
  - G.91T/3: biposto in configurazione per la Germania. Furono prodotti 66 esemplari, dei quali 22 realizzati dalla Dornier;
  - G.91T/4: proposta avanzata d'iniziativa della Fiat, per una versione d'addestramento per i piloti degli F-104 con radar NASARR;
- G-91Y: variante bimotore, frutto di un'estesa revisione del progetto. Dotata di due motori, non ottenne lo stesso successo commerciale del G.91R. In qualche occasione, durante l’uso delle armi, si è verificato lo stallo del compressore di uno dei motori e quindi il suo arresto.
- G.93: progetto (non realizzato) del 1959 per una versione del G.91 equipaggiata con la versione BOr.12 del motore Orpheus dotata di postbruciatore (30,3 kN di spinta a secco e 36,34 kN con postbruciatore.

I dati relativi alle versioni sono tratti da L'Aviazione

## Utilizzatori
Angola

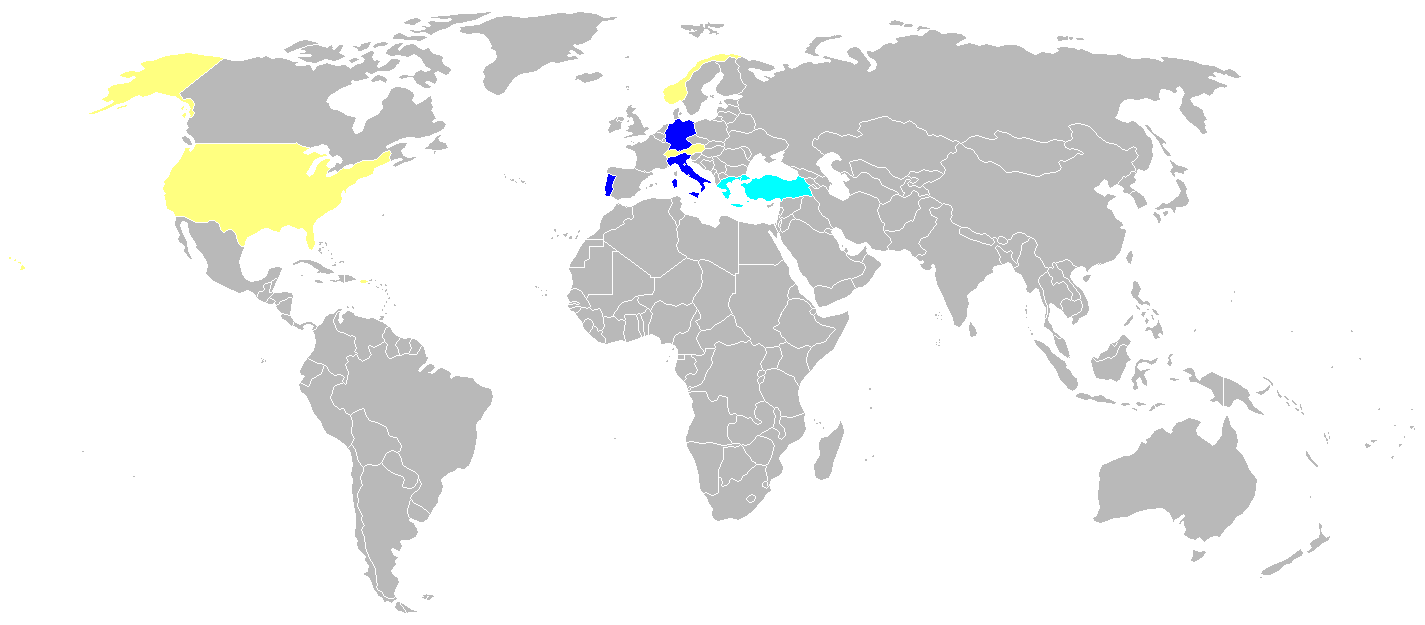
In blu i paesi che impiegarono operativamente il G.91; in celeste i paesi che lo ordinarono ma poi cancellarono l'ordine e in giallo i paesi dove era stato valutato.

- Força Aérea Popular de Angola y Defesa Aérea y Antiaérea

impiegò alcuni esemplari lasciati dai portoghesi dopo la dichiarazione di indipendenza dello stato.
 Germania
- Luftwaffe

utilizzatore principale, operò con 460 tra G.91R3, G.91R4 e G.91T/3 esemplari fino agli anni settanta, sostituiti progressivamente con il Dassault-Dornier Alpha Jet A. 40 G.91R4 ceduti al Portogallo nel 1965.
 Italia
- Aeronautica Militare

utilizzò in tutto 241 esemplari.
 Portogallo
- Força Aérea Portuguesa

operò con 110 G.91R3, G.91R4 e G.91T/3 ex Luftwaffe nel periodo 1965-1993.

## Esemplari attualmente esistenti
Sono diversi gli esemplari ancora visibili presso i musei aeronautici sia in Italia che in Germania e Portogallo, alcuni utilizzati anche come gate guardian dinanzi agli edifici delle unità che li hanno utilizzati:
- un G91 è il gate guardian[15] dell'Aeroporto Militare "Mario de Bernardi" di Pratica di Mare (RM), sede storica del RSV (Reparto Sperimentale di Volo) dell' A.M.I[16].

- un G.91-R del 2º Stormo è visibile in area privata presso Via Canale dei Pescatori al Lido di Ostia - Roma

- un G.91 R/1B NCM199 è al parco-museo di Volandia a Somma Lombardo (VA)

- un G.91R/1A (MM.6398) è esposto nel cortile di un'azienda di trattamento dei metalli in Via Asti a Rivoli (TO);[17]

- un G.91R/1B con colorazione fittizia del Pony 10 delle Frecce Tricolori è esposto al centro di una rotonda a Caselle (TO)[18][19]

- un G.91Y è presente sul piazzale dell'Istituto Aeronautico A.Locatelli, a Bergamo.[20]

- un G.91 PAN (Frecce Tricolori) posto al centro della rotonda ingresso Aeroporto del Salento di Brindisi precedentemente esposto dentro l'aeroporto militare in livrea mimetica e con la bocca da squalo (tipica della versione G-91Y)

- un G91Y presente nell'aeroporto militare "Pierozzi" di Brindisi

- un G.91 P.A.N. M.M. 6243 (Frecce Tricolori - Pony 1 ) si trova nel centro della rotonda Largo Alcide De Gasperi a Gallarate (come monumento "Ai Caduti del Volo")inaugurato nel 2005 e restaurato nel 2023

- un G.91 è presente sul piazzale dell'ITIS "Leonardo da Vinci" a Pisa;

- un G.91 R/1A si trova a Parma esposto come gate guardian presso il Comando Rete POL dell'Aeronautica Militare;

- un G.91 è stato collocato a Gardaland, come scenografia nell'area dell'attrazione Blue Tornado;

- un G.91T/1 della 60ª Aerobrigata numero di carrozzella 60-57 M.M.6357 è esposto presso l'Aeroclub " F. Baracca " di Lugo, RA;

- un G.91T/1 della 60ª Aerobrigata numero di carrozzeria 60-115 di matricola M.M.54415 è esposto presso il museo "Gottard Park" a Castelletto S. Ticino, NO;

- un G.91T del 32º Stormo è esposto al pubblico a Foggia, di fronte al Palazzo della Provincia;

- un G.91T del 32º Stormo (M.M.54412) è esposto in un parco pubblico nel paese di Monale (AT);

- un G.91R/1A (2-21, MM.6308) è esposto in un parco pubblico di Manerbio (BS) come monumento della sezione locale dell'Associazione Arma Aeronautica;

- un G.91T/1 (60-81, MM.6431) è esposto a Lumezzane (BS) come monumento della sezione locale dell'Associazione Arma Aeronautica;

- un G.91R/1 è esposto in un parco pubblico a Grontardo (CR) come monumento;

- un G.91 "P.A.N." (precisamente un G.91R/1B 043 MM6277, appartenente dapprima al 51º Stormo come 51-277 e successivamente al 2º Stormo come 2-34 e 2-70) è esposto in un parco pubblico a Selargius (CA) come monumento in ricordo del pilota sardo Antonio Gallus dall'ottobre del 2004;[21]

- un G.91R (P.A.N.) è esposto a Cesena (FC), nel piazzale Mario Rocchi;

- un G.91 P.A.N. è esposto in un parco pubblico a Cesano Maderno come monumento della sezione locale dell'Associazione Arma Aeronautica;

- un G.91 è stato piazzato dal 2012 nello snowpark di Livigno in modo da poter essere "saltato" dai freestyler;

- un G.91 è visibile nel giardino di un'abitazione privata poco fuori dall'abitato di Piombino Dese (PD), in direzione Trebaseleghe;

- un G.91R si trova in esposizione all'aeroporto di Preturo a L'Aquila;

- un G.91 P.A.N è esposto in area pubblica nelle vicinanze dell'Aeroporto di Udine-Campoformido;

- un G.91R/1 MM6272 è stato riacquisito dall'Aeronautica Militare Italiana dopo essere stato utilizzato dall'ISIS A. Malignani a Udine per istruire i suoi allievi alla manutenzione aerea. Esso è servito per riportare in volo il G-91R/1A I-AMIC (ex MM6305) nel 2023.

- un G.91T del 32º Stormo (32-25) è stato restaurato e donato alla Città di Pomigliano D'Arco (NA) dal noto imprenditore Vincenzo La Gatta la cui società ha preso cura dell'area cittadina in cui il velivolo è stato esposto;

- un G.91T/1 (biposto) (60-40, MM 6340) è presente nel Comune di Campagnola Emilia (RE);

- un G.91 del secondo stormo dell'A.M.I. è esposto nel cortile dello stabilimento Albriggi Tecnologie S.r.l. di Stallavena di Grezzana (VR);

- un G.91R è esposto presso il Museo della Scienza e della Tecnologia di Milano;

- un G.91R/1B è esposto in un parco pubblico a Mombarcaro (CN) come monumento;

- un G.91R/1B è visibile a Millesimo (SV), all'interno di un'area privata;

- un G.91T/1 M.M.6326 (60-26) è esposto dal 2004 a cura della locale Associazione Arma Aeronautica come gate guardian presso l'aeroporto di Villanova d'Albenga;

- un G.91T (32-33) è presente all'aeroporto di Arezzo-Molin Bianco.

- un G.91 PAN è esposto presso gli impianti di risalita a Tarvisio (UD)

- un G.91 (matricola 60-116) è esposto dal 2018 all'esterno del MAXXI - Museo nazionale delle arti del XXI secolo (Roma)

- un G.91 è esposto a Tarquinia in un parco pubblico adiacente al supermercato COOP

- un G.91R/1  (2 - 2, N.C. 33,  M.M. 6267)  è esposto a Forlì presso il 2ºGruppo M.A. dell'Aeronautica Militare. Il velivolo è stato completamente restaurato dall'Ente forlivese.

- un G.91T/1 da addestramento (biposto) in livrea verde-arancio dell'Aeronautica Militare (60-108) 32º Stormo, è esposto al centro del cortile dell'azienda di spedizioni Internazionali SMET, nella sede di Via Tiberio Claudio Felice 48 in provincia di Salerno, poco distante dal noto centro commerciale "La Fabbrica".

- un G-91Y dell’8º Stormo (MM6487) è esposto come gate guardian presso l'Aeroporto di Belluno (LIDB-BLX)

- un G-91T della 60ª Aerobrigata è esposto presso un distributore di carburante ubicato presso via di Tor Tre Teste a Roma.

- un G-91 delle frecce tricolori è esposto presso l'Aeroporto di Biella-Cerrione.

- un G-91T/1 da addestramento (biposto) in livrea verde verde arancio dell'Aeronautica Militare (60-104) è esposto presso il centro ricreativo Ponte Sasso Park di Marotta

- Un G-91 Pan è esposto ai campi base sportivi di Codroipo (Udine),comune che ospita la Base Aerea Udine Rivolto 2º Stormo che a sua volta ospita il 313º Gruppo Addestramento Acrobatico "Frecce Tricolori".

- un G-91-T presso l'aeroporto di Arezzo.

- un G91-R/1A, s/n 169, ex MM6305, con marche civili I-AMIC è stato riportato in condizioni di volo in occasione della manifestazione del Centenario dell'Aeronautica Militare, ridipinto in livrea PAN, grazie ad una joint venture fra Aeronautica Militare Italiana e Callegari srl/museo Volafenice

- un G-91R esposto in provincia di Verona, a Stallavena sulla strada che la collega con Grezzana, sul bordo di un'azienda metalmeccanica in posizione di leggera cabrata. Visibile dalla strada, dopo il progno. Link street view.

- un G.91R/3 in livrea "tigrata" (simile a quella della ex Esquadra 301 "Jaguares" dell'aeronautica portoghese) è esposto come gate guardian al numero civico 270 di via Narni, a Terni (TR)[22].

- un G.91T del 32º stormo (32-68, MM6368), restaurato, il 17 settembre 2014 è stato posto in mostra statica di fianco alla Scuola Marescialli dell'Aeronautica Militare a Viterbo[23].
- Fiat G 91T/1 N.C.53 (M.M.6323) id.12 60-23 del 32° Stormo Aeronautica Militare Italiana è visibile a Roma presso la Eli-Aviosuperficie Capitalia in Via della Magliana, 1066 - Uscita 31 del Grande Raccordo Anulare - Autostrada Roma-Fiumicino. E' stato posto su una piattaforma rotante a 360° a 7,00 metri di altezza e dal 1998 è in "volo perenne" https://www.youtube.com/watch?v=gJjmzPQk368&t=17s grazie all'ideazione, progetto e realizzazione dell'Arch. Ettore Lazzarotto. Il progetto si propone come Gate Guardian Monumentale, come scenografia e riferimento dell'Aviosuperficie della Famiglia Lazzarotto, come una perfetta "manica a vento", nonché come baluardo di sicurezza atemporale per l'intera città di Roma su cui veglia H24 365gg/anno.

## Curiosità

### Cinema
Nella sua versione acrobatica il G.91 è protagonista di un film-commedia diventato un cult per gli affezionati ammiratori delle Frecce Tricolori. In Forza "G" è utilizzato sia nella versione PAN che, in un cameo, nella variante G-91Y.

## Modellismo
Sono stati realizzati diversi kit in scala del piccolo Fiat:
- Dayglo Models scala 1/32, kit in resina con parti in metallo bianco, dettagli in metallo fotoinciso e decals,
- Artplast scala 1/40 (artt. 104 e 116), anziano kit in plastica con decals, riproposto dalla Heller nel proprio catalogo con diverse scatole e numeri articolo.
- Esci scala 1/48 (artt. 4027 e 4028), kit in plastica con decals, riproposto dalla Italeri nel proprio catalogo con diverse scatole e numeri articolo.
- Ocidental Replicas scala 1/48 (art. 0203), kit in plastica con decals, riproposto dalla Heller nel proprio catalogo.
- Airfix scala 1/72 (artt. 104, 106, 01026 e 1084), kit in plastica con decals.
- Meng Model scala 1/72 (art. DS-004), kit in plastica con decals, riproposto anche come DS-004s con diverse decals.
- Revell scala 1/72 (artt. 04370 e 04635), kit in plastica con decals, riproposto dalla Italeri nel proprio catalogo in confezione mulipla (con F-86 e MB.339), dedicata al 50º anniversario della PAN.
- Heller scala 1/100 (art. L050), kit in plastica con decals, riproposto dalla FROG nel proprio catalogo.
- Tamiya scala 1/100 (art. PA-1007), kit in plastica con decals, riproposto dalla Revell nel proprio catalogo.

Variante biposto G.91T, riproposta solo in resina da produttori artigianali (Cunarmodel e PD Models) o in vacuform (Aeroclub, oltre alla conversione della Airmodel che fornisce solo fusoliera e tettuccio).

## Velivoli comparabili
- Aerfer Sagittario 2
- Breguet Br 1001 Taon
- Dassault Étendard VI
- Folland Gnat

### Annotazioni
1. ↑  L'Esquadra 301 "Jaguares" venne così designata solo 1978, mentre alla sua costituzione, nell'agosto del 1974, era indicata come Esquadra 62 "Jaguares", costituita con velivoli Fiat provenienti dal territorio africano.
2. ↑  Inizialmente semplice distaccamento dell'Esquadra 301 "Jaguares" composto da otto velivoli e sei piloti, venne istituita nell'agosto 1980. Nel novembre 1981 viene ridenominata Esquadra 303 "Tigres", designazione che terrà per tutta la sua breve storia operativa fino al 13 gennaio 1990, data del suo scioglimento.

### Fonti
1. 1 2 3  Angelucci e Matricardi 1979, pp. 272-5.
2. 1 2   Simone Gianfranco, addio al G91, il caccia delle " Frecce ", su Archivio Storico del CORRIERE DELLA SERA.it, http://archiviostorico.corriere.it, 9 aprile 1992. URL consultato il 26 settembre 2009 (archiviato dall'url originale il 15 maggio 2009).
3. 1 2 3 4 5 6 7 8  Boroli e Boroli 1983, pp. 5-9.
4. ↑  Aerei Italiani.
5. ↑  Angelucci e Matricardi 1980, p. 273.
6. ↑  Angelucci e Matricardi 1980, p. 272.
7. ↑  Caruana 2004, p. 19.
8. ↑  Caruana 2004, p. 34.
9. 1 2 3  Stafrace 1990, p. 19.
10. ↑  (PT) Esquadra 301 - "Jaguares", su Força Aérea Portuguesa, http://www.emfa.pt/www/index. URL consultato il 22 marzo 2016 (archiviato dall'url originale il 31 gennaio 2017).
11. ↑   Breve resenha histórica, su Esquadra 301, 2000. URL consultato il Janeiro 2011 (archiviato dall'url originale il 13 aprile 2011).
12. ↑  Angelucci e Matricardi 1979, pp. 292-4.
13. ↑  FIAT G 91R in Università di Bologna - II Facoltà di Ingegneria sede di Forlì.
14. 1 2  "ALI ITALIANE DEI CONFLITTI DEL DOPOGUERRA: I G91 PORTOGHESI NELLE COLONIE", su difesaonline.it, 3 gennaio 2018, URL consultato il 3 dicembre 2022.
15. ↑  https://www.google.com/maps/place/Torino+TO/@45.0655884,7.5553269,159m/data=!3m1!1e3!4m5!3m4!1s0x47886d0cc3ed5cdf:0x405e67d473c94e0!8m2!3d45.0703393!4d7.686864
16. ↑  FIAT G 91R-1B esposto a Caselle Torinese con colorazione PAN
17. ↑  https://www.google.com/maps/place/Rotonda+Livio+Ceccotti,+10072+Caselle+Torinese+TO/@45.1713741,7.6498475,318m/data=!3m1!1e3!4m8!1m2!2m1!1scapitano+pilota+ceccotti+livio+monumento!3m4!1s0x47886f390db91f0f:0x5aa1035719ed45ba!8m2!3d45.1714177!4d7.6507414
18. ↑   G.91 Scuola Locatelli, su static.wixstatic.com.
19. ↑  Omaggio alle Frecce Tricolori Fiat G91 "Gina" | Flickr - Photo Sharing!.
20. ↑   Mercato Aste e Fallimenti - Pagina Facebook Official, su facebook.com.
21. ↑   G91T in mostra statica a Viterbo, su aeronautica.difesa.it. URL consultato il 14 settembre 2024 (archiviato il 14 settembre 2024).